# Drukarnia Łazarskich
Drukarnia Łazarskich (Tocznia Władysława Łazarskiego) – drukarnia założona w 1898 roku w Warszawie przez bibliofila Władysława Łazarskiego.
Drukarnia powstała w miejsce Drukarni Banku Polskiego na ul. Daniłowiczowskiej 6, przejmując od niej wszystkie urządzenia i zasoby typograficzne. W 1905 roku drukarnia została przeniesiona do oficyny hotelu Metropol przy ul. Marszałkowskiej 114 i tam występowała jako Tłocznia Władysława Łazarskiego. Początkowo drukowała ulotki i pisma patriotyczne za co tłocznia została zamknięta przez władze carskie. Z braku dowodów śledztwo umorzono i tłocznia wznowiła działalność. 
W 1914 roku drukarnię przejął syn Władysława, Zygmunt Łazarski, a kierownikiem artystycznym został Adam Półtawski, który był twórca nowej antykwy nazwanej od jego imienia. Drukarnia była uważana za jedną z najlepszych w Warszawie. Od 1921 roku swoje wydania sygnowała własnym sygnetem drukarskim. W 1923 roku otrzymała nagrodę na Wystawie Druków Polskich w Zamościu, reprezentowała Polskę na Międzynarodowym Jarmarku Książki we Florencji, w Międzynarodowych Wystawach Pięknej Książki w 1926 roku w Paryżu i w 1927 roku w Lipsku. 
Drukarnia wydawała książki typograficzne wydawnictwa Gebethnera i Wolffa, Wendego i kilku towarzystw bibliofilskich. Jako pierwsza w 1914 roku rozpoczęła druk pierwszego fachowego pisma artystycznego pt. Grafika. Wydawanie pisma po wybuchu I wojny światowej zostało wstrzymane przez władze carskie z powodu zaostrzonej cenzury i zarekwirowały maszyny. Po 1915 drukarnia ponownie wznowiła pracę. Wydała m.in. 10 tomów Biblioteki Zawodowej (1922), Le livre polonais au XV et XVI siecle Stanisława Lama (1923) czy Coup d'oeil sur l'histoire de la bibliographie en Pologne Stanisława Koczorowskiego (1924).  Od 1899 do 1920 roku tłocznia Łazarskiego wydrukowała ogółem 305 luksusowo wydanych książek.
W 1934 roku Zygmunt Łazarski ogłosił bankructwo i sprzedał drukarnię.